# شوك الضب التنزاني
شوك الضب التنزاني (الاسم العلمي:Blepharis tanzaniensis) هو نوع من النباتات يتبع جنس شوك الضب من الفصيلة الأقنتية.